# 植月惠一郎
植月 惠一郎（うえつき けいいちろう、1956年1月22日 -）は、日本の英文学者、日本大学芸術学部教授。研究対象は、イギリス文学自然文化誌。

## 略歴
岡山県生まれ。1979年神戸大学理学部地球科学科卒、1982年千葉大学人文学部人文学科卒、1985年立教大学大学院文学研究科博士前期課程修了、1988年学習院大学大学院人文科学研究科博士後期課程満期退学。1989年日本大学芸術学部専任講師、95年助教授、2001年教授。2022年退職。
全日本柔拳連盟において太極拳、形意拳、八卦掌を指導している。

## 編著
- 『<男>と<女>のディスクール シェイクスピアからドライデンまで』編 金星堂 1998
- 『イングリッシュ・エレジー ルネサンス・ロマン派・20世紀 論集』岩永弘人共編 音羽書房鶴見書店 2000
- 『博物誌の文化学 動物篇』編著 鷹書房弓プレス 2003
- 『農耕詩の諸変奏』執筆者代表 英宝社ブックレット 2008
- 『文学と歴史の曲がり角 英米文学論文集』廣本和枝共編 英光社 2014
- 『旅と文化 英米文学の視点から』吉田一穂共編著, 小山誠子, 清水由布紀, 杉本久美子, 横山孝一,塚本美穂著. 音羽書房鶴見書店, 2018.4
- 奥井裕,野村忠央,大森夕夏,加藤良浩,近藤直樹,藤原愛共編『多次元のトピカ 英米の言語と文化』金星堂、2022

### 翻訳
- オメル・エルトゥール『トルコ軍艦エルトゥールル号の海難』山本雅男,久保陽子共訳 彩流社 2015
- フランシス・コヴェントリー『チビ犬ポンペイ冒険譚』山本雅男, 久保陽子共訳. 彩流社, 2017.11